# Мартін Сухомел
Мартін Сухомел (чеськ. Martin Suchomel, нар. 11 вересня 2002, Прага) — чеський футболіст, захисник клубу «Спарта» (Прага).

## Клубна кар'єра
Мартін Сухомел народився 2002 року в Празі, та є вихованцем юнацької команди місцевого футбольного клубу «Спарта». У 2021 році Сухомел розпочав грати за другу команду клубу «Спарта», а з 2022 року став грати в основній команді клубу. Протягом 2023—2024 років футболіст грав у оренді в клубі «Млада Болеслав». У 2023 році Сухомел повернувся до «Спарти».

## Виступи за збірні
У 2019 року Мартін Сухомел дебютував у складі юнацької збірної Чехії, загалом на юнацькому рівні взяв участь у 15 іграх. Протягом 2022—2024 років Сухомел грав у складі молодіжної збірної Чехії. На молодіжному рівні зіграв у 10 офіційних матчах.